# Prudencia Ayala
Prudencia Ayala (Sonzacate, 28 avril 1885 - San Salvador, 11 juillet 1936) est une écrivaine et militante salvadorienne, qui lutta pour la reconnaissance des droits des femmes et l'égalité hommes-femmes dans son pays. Sa position et sa détermination lui ont permis d'amorcer la reconnaissance des femmes dans une société dans laquelle seuls les hommes jouissaient de privilèges en termes d'honneurs, de rôles et de fonctions clés dans la sphère politique et économique, promouvant la capacité des femmes et leur importance au sein de la société.

## Famille
Née dans une famille d'origine pipils, ses parents étaient Aurelia Ayala et Vicente Chief. Quand elle eut 10 ans, ils déménagèrent à Santa Ana, où elle put commencer ses études primaires au collège de la professeur María Luisa de Cristofine, qu'elle ne put jamais finir à cause du manque de ressources économiques de sa famille, et se forma plus tard en autodidacte.
Elle apprit le métier de couturière qu'elle exercera en parallèle à ses futures activités. Elle prétendait pouvoir prédire l'avenir au moyen de révélations par des « voix mystérieuses », ce qui lui permit de gagner en notoriété malgré l'improbable vérité de ses prédictions. Son prétendu pouvoir de prédire le futur provoqua par ailleurs les critiques et moqueries de la part des groupes sociaux dominants.
Ses supposés prédictions furent publiées dans des journaux de Santa Ana, où on commença à la surnommer la « Sibylle de Santa Ana ». En 1914, elle prédit la chute de Guillaume II d'Allemagne et l'entrée des États-Unis en guerre. Son nom sera connu par la suite pour ses positions féministes et l'ésotérisme de son personnage.

## Militantisme
À partir de 1913, elle commença à publier des articles dans le Journal de l'Occident, journal qui circulait dans la région occidentale d'El Salvador ; elle s'y déclarait partisane de l'anti-impérialisme, du féminisme et de l'union des pays d'Amérique centrale, exprima sa révolte face à l'invasion du Nicaragua par les États-Unis. Elle publia aussi de nombreux poèmes dans les journaux de son pays.
En 1919, elle fut emprisonnée pour la critique du maire d'Atiquizaya et plus tard, au Guatemala, elle fut de nouveau emprisonnée plusieurs mois, accusée d'avoir collaboré à la préparation d'un coup d'État. En 1921, elle publia le libre Escible. Aventures d'un voyage au Guatemala (Escible. Aventuras de una viaje a Guatemala), où elle racontait son voyage dans ce pays pendant les derniers mois de la dictature du gouvernement de Manuel Estrada Cabrera, elle publia aussi Immortel, amour d'une dérangée (Inmortal, amores de loca) (1925) et Clown littéraire au combat (Payaso literario en combate) (1928). À la fin des années 1920, elle fonde et dirige le périodique Rédemption féminine, où elle défend les droits civiques des femmes.

## Engagement politique
En 1930, elle présenta sa candidature à la présidence de la République, alors que la législation salvadorienne ne reconnaissait pas le droit au suffrage féminin. Son programme électoral incluait le soutien aux syndicats, l'honnêteté et la transparence dans l'administration publique, la limitation de la distribution et de la consommation de l'eau-de-vie, le respect de la liberté de culte et la reconnaissance des « enfants illégitimes » (enfants nés hors mariage). Un débat public politico-juridique commença en faveur ou contre sa candidature. L'un des défenseurs de la candidature d'Ayala fut le philosophe, écrivain et député Alberto Masferrer qui écrivit dans le journal Patrie (Patria) :

« Prudencia Ayala défend une cause juste et noble, qui est le droit de la femme à être électrice et occuper des postes importants. Son programme de gouvernement n'est pas inférieur en clarté, sens pratique et sensibilité à ceux des autres candidats qui se prennent au sérieux. »

Finalement, sa candidature fut rejetée par la Cour Suprême de Justice, mais le débat qui s'ensuivit donna une impulsion au mouvement féministe qui permit que la Constitution de 1950, approuvée par le président Óscar Osorio, reconnaisse les droits des femmes au Salvador.

## Décès et hommage posthume

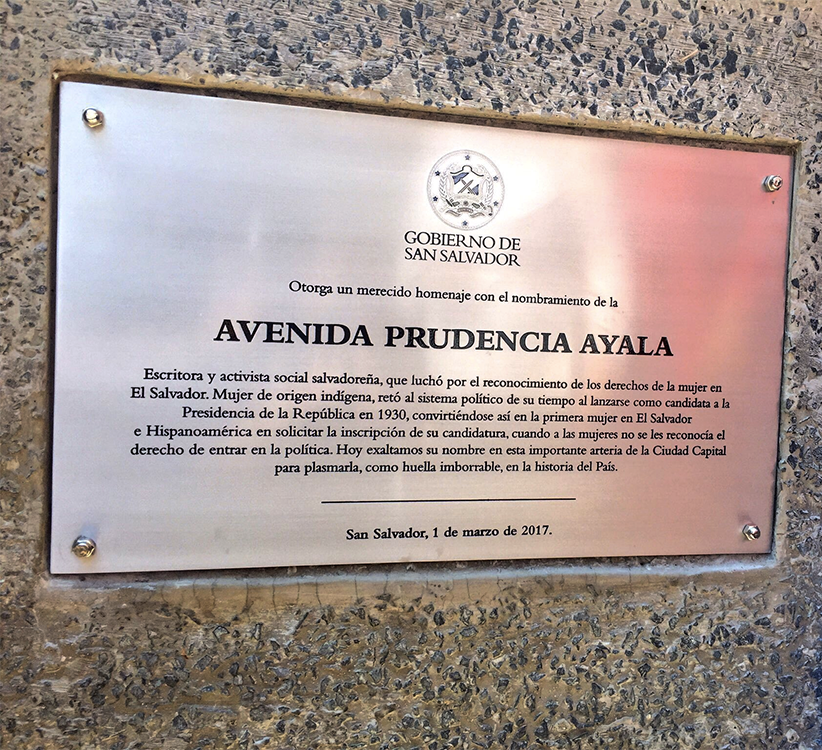
Plaque commémorative honorant Prudencia Ayala à San Salvador.

Prudencia Ayala est décédée le 11 juillet 1936, loin de l'arène politique mais plus proche du travail des masses et des mouvements sociaux ; sa participation aux soulèvements paysans de 1932 n'est pas confirmée, bien qu'il soit possible qu'elle ait aidé les rebelles.
À San Salvador, près de la cathédrale métropolitaine, il y a une petite place avec le nom d'Ayala. Il s'y trouve une plaque où il est écrit : 

« Prudencia Ayala, salvadorienne de sang indigène, précurseur de la lutte pour les droits humains de la femme. »

Il existe de nombreuses organisations qui prirent son nom, notamment la Coordinacion Feminista Prudencia Ayala, la Concertación Feminista Prudencia Ayala, ainsi qu'une association féministe-lesbienne d'Iowa.